# Øystein Ore
Øystein Ore, né et mort à Oslo (1899-1968), est un mathématicien norvégien.

## Biographie
L'université d'Oslo confère le doctorat à Ore en 1924 pour une thèse intitulée Zur Theorie der algebraischen Körper, dirigée par Thoralf Skolem. Ore fréquente aussi l'université de Göttingen, où il étudie la nouvelle approche de l'algèbre abstraite due à Emmy Noether. Il est également associé à l'Institut Mittag-Leffler, en Suède et passe un certain temps à la Sorbonne. En 1925, il est nommé assistant de recherche à l'université d'Oslo.
En 1926, James Pierpont, de l'université Yale, se rend en Europe pour recruter des chercheurs en mathématiques européens. En 1927, Ore est nommé professeur assistant de mathématiques à Yale, puis professeur associé en 1928 et professeur titulaire en 1929. En 1931, il devient titulaire d'une chaire Sterling (en) à Yale, position qu'il garde jusqu'à sa retraite en 1968. Il y dirige notamment la thèse de Marshall Hall en 1936.
Ore est conférencier au colloque de l'American Mathematical Society en 1941 et orateur plénier au congrès international des mathématiciens de 1936 à Oslo. Il est élu à l'Académie américaine des arts et des sciences et à l'Académie des sciences d'Oslo. Il est un des fondateurs de la société d'économétrie.
Ore revenait en Norvège presque chaque été. Pendant la Seconde Guerre mondiale, il est actif dans les mouvements American Relief for Norway et Free Norway. En reconnaissance des services rendus à son pays natal pendant la guerre, il est reçu en 1947 dans l'Ordre de Saint-Olaf.
En 1930, Ore épouse Gudrun Lundevall ; ils ont deux enfants. Il est passionné de peinture et de sculpture, collectionne les cartes géographiques anciennes et parle plusieurs langues.

## Œuvre
Ore est connu pour ses travaux sur la théorie des anneaux, les correspondances de Galois et surtout la théorie des graphes. Ses premiers travaux traitent d'une question de théorie des corps de nombres algébriques, à savoir la décomposition d'un nombre premier en produit d'idéaux premiers. Il étudie ensuite les anneaux non commutatifs (en), prouvant son célèbre théorème (condition de Ore) sur le plongement d'un anneau (non forcément commutatif) sans diviseur de zéro dans un corps (a priori non commutatif). Il s'intéresse ensuite aux anneaux de polynômes à coefficients dans des corps non commutatifs (on lui doit dans ce domaine la notion d'extension de Ore (en) et tente d'étendre ses résultats sur la factorisation aux anneaux non commutatifs.
En 1930, les Œuvres complètes (Collected Works) de Richard Dedekind sont publiées en trois volumes par Ore et Emmy Noether. Ore tourne ensuite son attention vers la théorie des treillis, devenant, avec Garrett Birkhoff, un des deux fondateurs de l'expertise américaine dans cette matière. Ses travaux sur la théorie des treillis l'amenèrent à l'étude des relations d'équivalence, des opérateurs de clôture, des correspondances de Galois et enfin de la théorie des graphes, qui l'occupe jusqu'à la fin de sa vie. Dans cette branche, il donne le théorème de Ore (en), qui fournit une condition suffisante pour qu'un graphe soit hamiltonien.
Ore s'intéresse vivement à l'histoire des mathématiques et a un don peu commun pour écrire des livres destinés aux profanes, comme ses biographies de Jérôme Cardan et Niels Henrik Abel.

## Livres écrits par Ore
- Les Corps Algébriques et la Théorie des Idéaux (1934)
- L'Algèbre Abstraite (1936)
- Number Theory and its History (1948)
- Cardano, the Gambling Scholar (Princeton University Press, 1953)
- Niels Henrik Abel, Mathematician Extraordinary (U. of Minnesota Press, 1957)
- Theory of Graphs (1962)
- Graphs and Their Uses (1963)
- The Four-Color Problem (1967)
- Invitation to Number Theory (1969)